# Belkin-Pro Cycling Team/2013

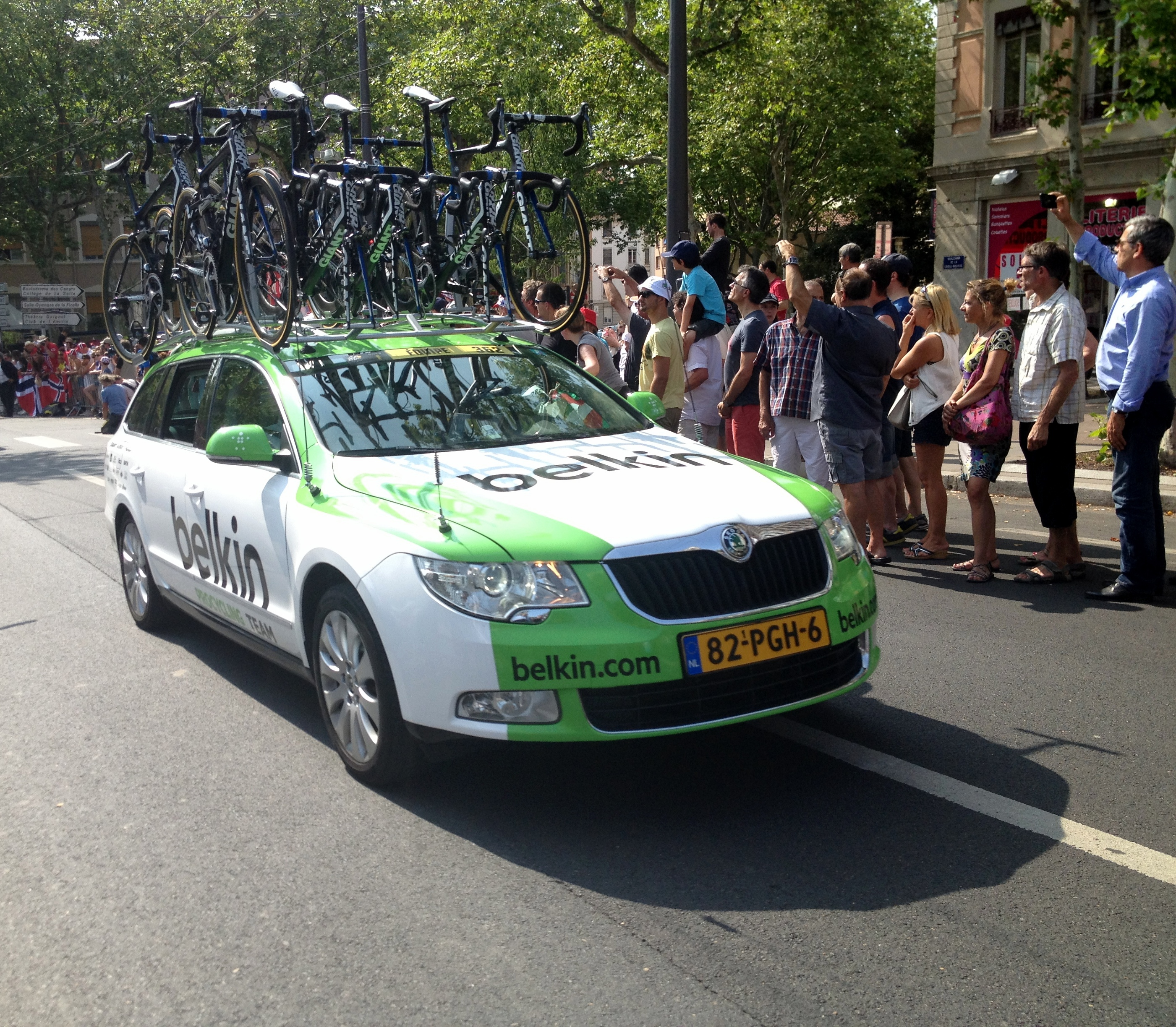
De ploegwagen tijdens de Ronde van Frankrijk 2013.

Deze pagina geeft een overzicht van de Belkin Pro Cycling wielerploeg in  2013. De ploeg stond voorheen bekend als de Rabobank-wielerploeg en Blanco Pro Cycling.

## Algemeen
| Sponsor             | Belkin (vanaf 29 juni)                                                                                               |
| Algemeen manager    | Richard Plugge |
| Teammanagers        | Louis Delahaije, Nico Verhoeven, Merijn Zeeman                                                                       |
| Ploegleiders        | Jeroen Blijlevens (tot 25 juli), Jan Boven, Erik Dekker, Michiel Elijzen, Frans Maassen                              |
| Fietsmerk           | Giant |
| Materiaal en banden | Shimano, Vittoria |
| Kleding             | Giant |
| Budget              | 12 miljoen euro |
| Kopmannen           | Lars Boom, Theo Bos, Robert Gesink, Bauke Mollema, Steven Kruijswijk, Mark Renshaw, Luis León Sánchez, Sep Vanmarcke |

## Renners
| Naam                 | Geboortedatum | Nationaliteit | Contract t/m | Ploeg 2012                | Ploeg 2014             |
| -------------------- | ------------- | ------------- | ------------ | ------------------------- | ---------------------- |
| Jack Bobridge        | 13-07-1989    | Australië     | 2014         | Orica-GreenEdge           |                        |
| Jetse Bol            | 08-09-1989    | Nederland     | 2013         |                           |                        |
| Lars Boom            | 30-12-1985    | Nederland     | 2014         |                           |                        |
| Theo Bos             | 22-08-1983    | Nederland     | 2014         |                           |                        |
| Graeme Brown         | 09-04-1979    | Australië     | 2014         |                           |                        |
| Stef Clement         | 24-09-1982    | Nederland     | 2014         |                           |                        |
| Laurens ten Dam      | 13-11-1980    | Nederland     | 2015         |                           |                        |
| Jos van Emden        | 18-02-1985    | Nederland     | 2014         |                           |                        |
| Rick Flens           | 11-04-1983    | Nederland     | 2014         |                           |                        |
| Juan Manuel Gárate   | 25-04-1976    | Spanje        | 2013         |                           |                        |
| Robert Gesink        | 31-05-1986    | Nederland     | 2014         |                           |                        |
| Marc Goos            | 30-11-1990    | Nederland     | 2014         | Rabobank Continental Team |                        |
| Moreno Hofland       | 31-08-1991    | Nederland     | 2014         | Rabobank Continental Team |                        |
| Wilco Kelderman      | 25-03-1991    | Nederland     | 2014         |                           |                        |
| Steven Kruijswijk    | 07-06-1987    | Nederland     | 2014         |                           |                        |
| Tom Leezer           | 26-12-1985    | Nederland     | 2015         |                           |                        |
| Paul Martens         | 26-10-1983    | Duitsland     | 2015         |                           |                        |
| Bauke Mollema        | 26-11-1986    | Nederland     | 2014         |                           |                        |
| Lars Petter Nordhaug | 14-05-1984    | Noorwegen     | 2014         | Sky ProCycling            |                        |
| Mark Renshaw         | 22-10-1982    | Australië     | 2013         |                           | Omega Pharma-Quickstep |
| Luis León Sánchez    | 24-11-1983    | Spanje        | 2015         |                           | Caja Rural-Seguros RGA |
| Tom-Jelte Slagter    | 01-07-1989    | Nederland     | 2013         |                           | Team Garmin-Sharp      |
| Ivar Slik            | 27-05-1993    | Nederland     | Stagiair     | Rabobank Continental Team |                        |
| Bram Tankink         | 03-12-1978    | Nederland     | 2014         |                           |                        |
| David Tanner         | 30-09-1984    | Australië     | 2014         | Saxo Bank-Tinkoff Bank    |                        |
| Maarten Tjallingii   | 05-11-1977    | Nederland     | 2014         |                           |                        |
| Sep Vanmarcke        | 28-07-1988    | België        | 2014         | Team Garmin-Sharp         |                        |
| Robert Wagner        | 17-04-1983    | Duitsland     | 2014         | RadioShack-Nissan         |                        |
| Dennis van Winden    | 02-12-1987    | Nederland     | 2014         |                           |                        |
| Maarten Wynants      | 13-05-1982    | België        | 2014         |                           |                        |

## Belangrijke overwinningen
| Tour Down Under 3e etappe: Tom-Jelte Slagter Eindklassement: Tom-Jelte Slagter Ronde van de Middellandse Zee 2e etappe (individuele tijdrit): Lars Boom Ronde van de Algarve 1e etappe: Paul Martens 2e etappe: Theo Bos Ronde van de Haut-Var 2e etappe: Lars Boom Ronde van Langkawi 1e etappe: Theo Bos 2e etappe: Theo Bos 6e etappe: Tom Leezer Clásica de Almería Winnaar: Mark Renshaw Internationaal Wegcriterium 1e etappe: Theo Bos Ronde van Noorwegen 3e etappe: Theo Bos | Ronde van België 5e etappe: Luis León Sánchez Ronde van Zwitserland 2e etappe: Bauke Mollema Ster ZLM Toer 1e etappe (proloog): Robert Wagner 2e etappe: Theo Bos 4e etappe: Lars Boom Eindklassement: Lars Boom Ronde van Luxemburg Eindklassement: Paul Martens Ronde van Denemarken 5e etappe (individuele tijdrit): Wilco Kelderman Eindklassement: Wilco Kelderman Puntenklassement: Wilco Kelderman Arctic Race of Norway . Bergklassement: Lars Petter Nordhaug Eneco Tour 1e etappe: Mark Renshaw . Puntenklassement: Lars Boom Ronde van de Ain 3e etappe: Luis León Sánchez | World Ports Classic 2e etappe: Maarten Tjallingii Ronde van Alberta Bergklassement: Tom-Jelte Slagter Ronde van Spanje 17e etappe: Bauke Mollema Grote Prijs van Quebec Winnaar: Robert Gesink Grote Prijs Impanis-Van Petegem Winnaar: Sep Vanmarcke Ronde van het Münsterland Winnaar: Jos van Emden Ronde van Hainan 1e etappe: Moreno Hofland 2e etappe: Theo Bos 3e etappe: Theo Bos 4e etappe: Theo Bos 5e etappe: Theo Bos 6e etappe: Moreno Hofland 7e etappe: Theo Bos 8e etappe: Moreno Hofland 9e etappe: Theo Bos Eindklassement: Moreno Hofland Puntenklassement: Moreno Hofland |

## Overwinningen in nevenklassementen
| Tour Down Under Jongerenklassement: Tom-Jelte Slagter Ronde van Romandië Jongerenklassement: Wilco Kelderman Ronde van Luxemburg Ploegenklassement | Ronde van Denemarken Puntenklassement: Wilco Kelderman Jongerenklassement: Wilco Kelderman Eneco Tour Puntenklassement: Lars Boom Ronde van de Ain Ploegenklassement | Arctic Race of Norway Bergklassement: Lars Petter Nordhaug Ronde van Alberta Bergklassement: Tom-Jelte Slagter Ronde van Hainan Puntenklassement: Moreno Hofland Ploegenklassement |

Mannen: 1984 · 1985 · 1986 · 1987 · 1988 · 1989 · 1990 · 1991 · 1992 · 1993 · 1994 · 1995 · 1996 · 1997 · 1998 · 1999 · 2000 · 2001 · 2002 · 2003 · 2004 · 2005 · 2006 · 2007 · 2008 · 2009 · 2010 · 2011 · 2012 · 2013 · 2014 · 2015 · 2016 · 2017 · 2018 · 2019 · 2020 · 2021 · 2022 · 2023 · 2024 · 2025
Lijst van alle renners
Vrouwen: 2021 · 2022 · 2023 · 2024 · 2025
AG2R-La Mondiale · Argos-Shimano · Astana · Belkin Pro Cycling · BMC Racing Team · Cannondale Pro Cycling Team · Euskaltel-Euskadi · FDJ · Team Garmin-Sharp · Katjoesja · Lampre-Merida · Lotto-Belisol · Team Movistar · Omega Pharma-Quick Step · Orica-GreenEdge · RadioShack-Leopard · Team Saxo-Tinkoff · Sky ProCycling · Vacansoleil-DCM